# Nordhalben
Nordhalben è un comune tedesco di 2 001 abitanti, situato nel land della Baviera.